# Nikon CX
Nikon CX — формат сенсора, используемый в беззеркальных цифровых камерах компании Nikon. Стандарт был представлен в сентябре 2011 года. Матрица формата CX имеет кроп-фактор, равный 2,7. Камеры линейки CX оснащаются байонетом, включающим 12-контактный цифровой интерфейс. Переходник позволяет присоединять объективы, оснащённые байонетом F с сохранением функций автофокусировки.

## Технические данные
- Матрица — 13,2 × 8,8 мм (1").
- Разрешение первого сенсора — 10,1 мегапикселя (сентябрь 2011).[1]

## Фотоаппараты
- Nikon 1 V1
- Nikon 1 V2
- Nikon 1 J1
- Nikon 1 J2
- Nikon 1 J3
- Nikon 1 J4
- Nikon 1 J5 (представлен в 2015 году)
- Nikon 1 S1
- Nikon 1 AW1
- Nikon 1 V3

## Объективы
- 6,7-13 мм f/3,5-5,6 VR[2]
- 10 мм f/2,8
- 10-30 мм f/3,5-5,6 VR
- 10-100 мм f/4,5-5,6 VR
- 10-100 мм f/4,5-5,6 VR PD-ZOOM
- 11-27,5 мм f/3,5-5,6
- 18,5 мм f/1,8
- 30-110 мм f/3,8-5,6 VR
- 32 мм f/1,2
- AW 11-27.5 мм f/3.5-5.6 (водонепроницаемый до глубины 15 m, противоударный)
- AW 10 мм f/2.8 (водонепроницаемый до глубины 15 m, противоударный)
- 10-30 мм f/3.5-5.6 VR PD-ZOOM
- 70-300 мм f/4.5-5.6 VR